# スタート・ハイウェイ
スタート・ハイウェイ（Sturt Highway）は、オーストラリア南東にある幹線道路。アデレードと首都キャンベラを連絡している。
西端はアデレード都市高速道路、東端はガンダガイ付近でヒューム・ハイウェイと接続している。途中ミルデューラ（vic）とウォガウォガ（nsw）を経由する。アデレードからシドニーに向かう場合もこの道路がよく利用される。路線の大半は一般道路だが高規格化工事が行われている。

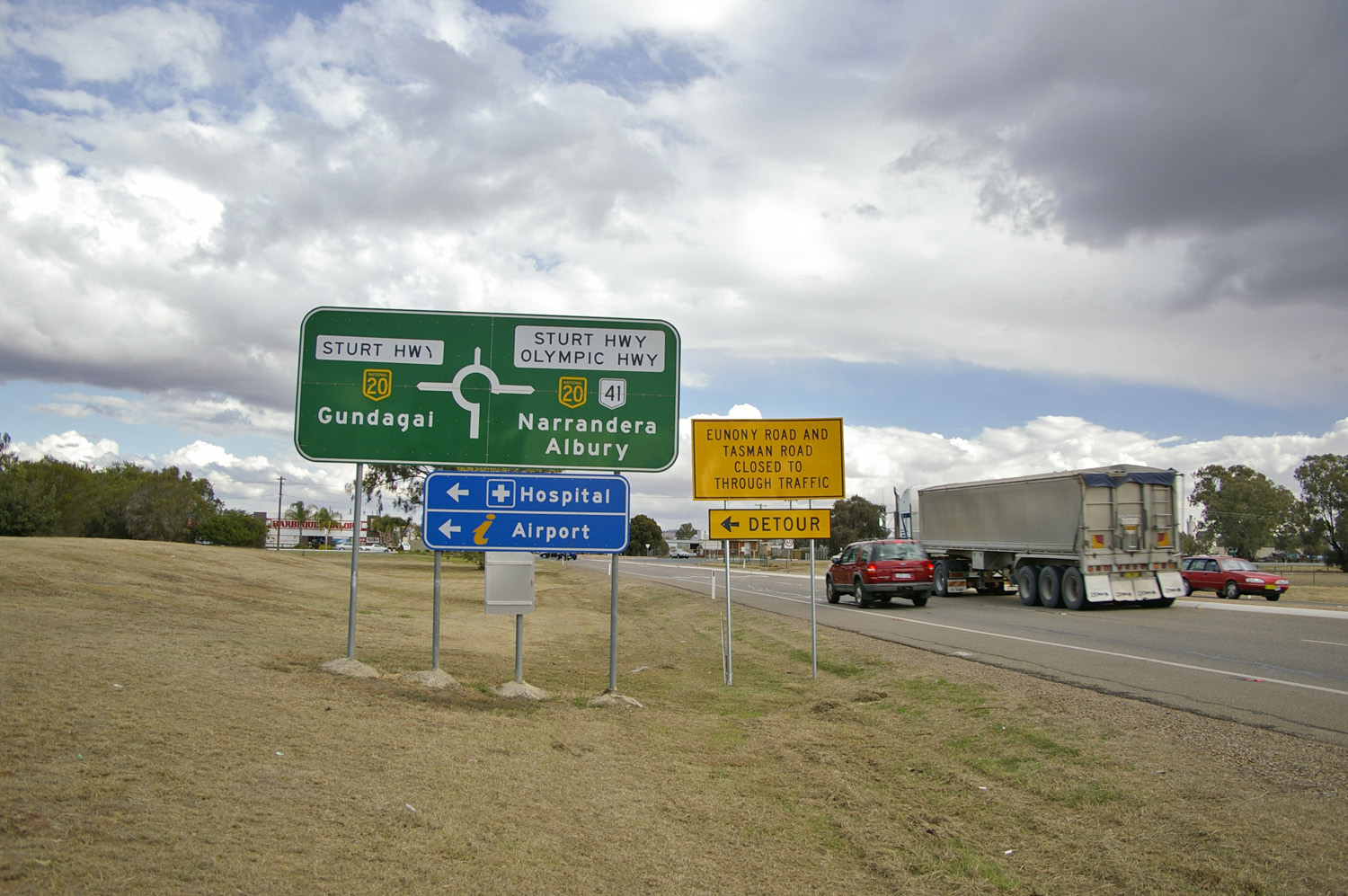
ウォガウォガ付近